# フロッケ

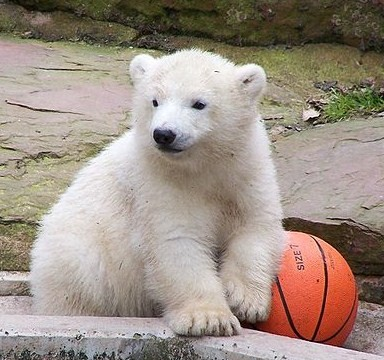
一般公開された後の2008年4月9日に撮影されたフロッケ。

フロッケ（独: Flocke、ドイツ語発音: [ˈflɔkə])、2007年12月11日 - ） はドイツのニュルンベルクにあるニュルンベルク動物園で生まれたメスのホッキョクグマの個体。ドイツ語の単語「Flocke」は英語の「flake（日本語に訳すと「薄片、（雪や火の粉などの）一片」の意）」に当たる。誕生から数週間後、彼女の身の安全に対する懸念が生じたため、フロッケは母親の元から離されることになった。ニュルンベルク動物園はホッキョクグマに関して厳しい非干渉方針を定めていたが、フロッケについては人間の手で育てることを選択した。動物園がこの決定を下したのは、別のメスのホッキョクグマが新しく生んだ仔を食べてしまったことが報道され、この動物園にもメディアから批判的な関心が寄せられているときのことだった。
ベルリン動物園のクヌートと同様に、フロッケはすぐにメディアで大評判になった。2008年4月8日に一般公開が始まって以降、彼女の名前は動物園のトレードマークになり、ニュルンベルクの至るところでフロッケの姿がおもちゃや広告に使われているのが見られた。2008年5月、フロッケを気候変動への認識を強めるための大使として採用するため、国際連合環境計画のアヒム・シュタイナー事務局長が彼女の公的な後援者になったと動物園が発表した。2008年後半、フロッケに同種の個体との付き合い方を身に着けさせるため、ロシア生まれのオスのホッキョクグマであるラスプーチンが彼女と同じ囲いに入れられた。2010年4月、2頭は南フランスのアンティーブにあるマリーンランドに移された。

## 幼児期と論争

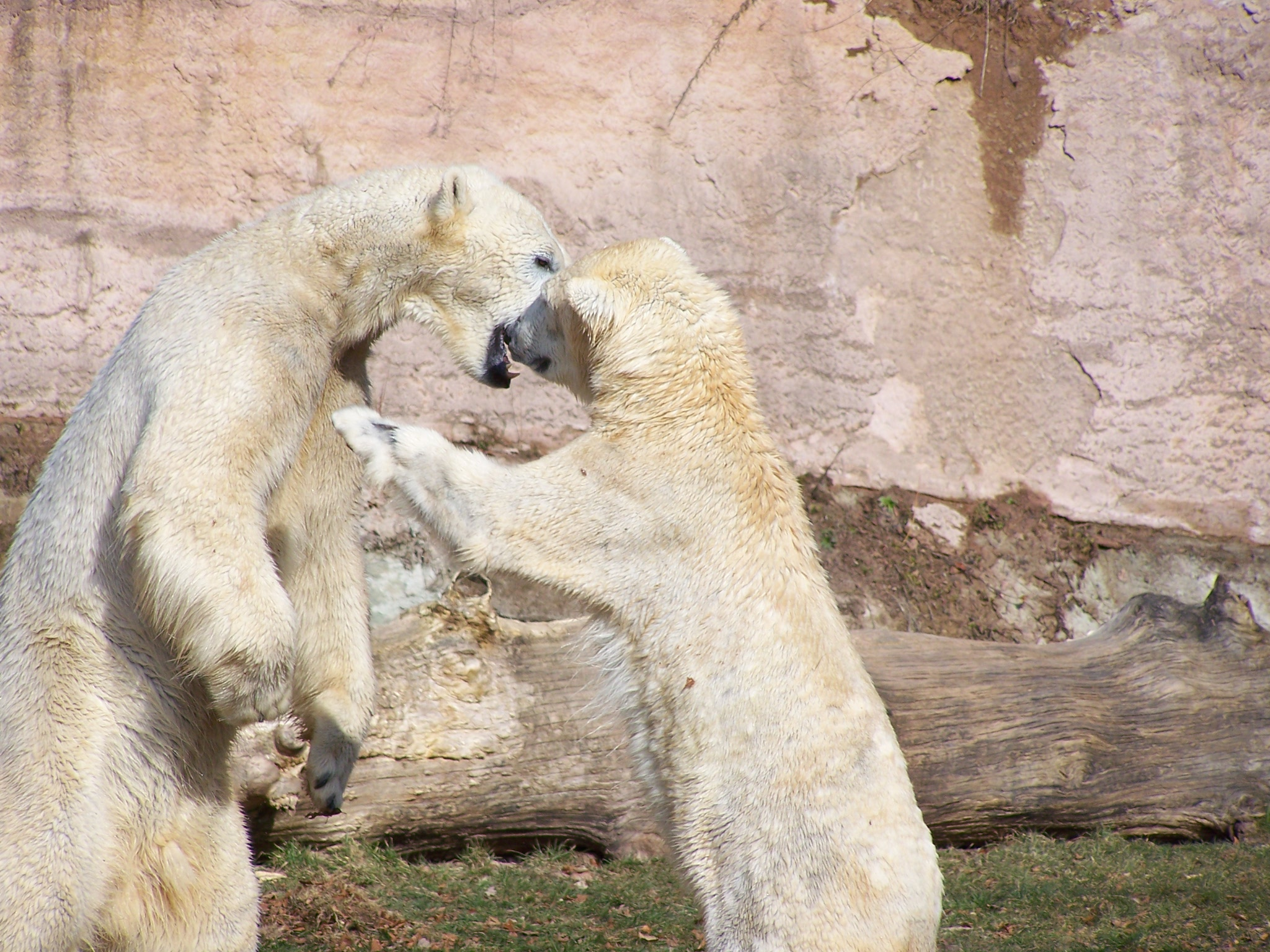
フロッケの両親フェリクス (Felix) とヴェラ (Vera)

2007年12月11日、フロッケはニュルンベルク動物園で生まれた。両親は2002年モスクワ生まれのヴェラと、2001年ウィーン生まれのフェリクスだった。フェリクスはヴェラの姉妹であるヴィルマともつがいになり、ヴィルマは11月にヴェラよりも数週間早く出産し、公式には2頭の仔を産んだと考えられている。動物園には厳しい非干渉方針があり、飼育係は仔グマが何頭生まれたのか正確に特定することができなかった。報道によれば、動物園は前年に国際的に有名になったベルリン動物園のホッキョクグマクヌートのように、仔グマの周囲でメディアが大騒ぎする事態を起こすことを望んではいなかった。動物園が非干渉方針を再主張した数日後、日刊新聞のビルトが『Why Won't Anyone Save the Cute Baby Knuts in Nuremberg Zoo? （訳：誰かニュルンベルク動物園の可愛い赤ちゃんクヌートを助けてあげて）』という見出しで記事を掲載した。
1月の初め、動物園の飼育係はヴィルマが神経質になっているように見えると気が付いた。ヴィルマが餌入れを激しくひっかいているのが見え、仔グマがいる徴候はなかった。彼女は自分の仔を食べ殺してしまったのだと考えられている。理由を質問されると、ニュルンベルク動物園の園長ダグ・エンケ (Dag Encke) は仔グマは病気になってしまった可能性があると述べ、野生のホッキョクグマは同様のケースでしばしば自分の仔を食べてしまうのだと続けた。動物園はすぐに、ドイツや世界のメディアから仔グマを死なせてしまっただろうことを厳しく批判された。ドイツ動物保護協会の会長は動物園の行動は無責任だと言い、「（動物園には）ホッキョクグマの仔に生きる機会を与えようと行動しなければならないという倫理的責任があった。介入が遅すぎた弁解に『That's Nature』の主張を使うのは皮肉で不適切だ」と述べた。怒った来園者たちはホッキョクグマの飼育場所の前に集まり、ヴィルマが姿を現す度に「Rabenmutter」（ドイツ語で「evil mother」、すなわち悪い、邪悪な母親」の意）と叫んだ。
一方、ヴェラは住処から出て初めて姿を現した。彼女が産んだ仔グマは1匹で、わずか4週齢で母親の世話を受けていなかったが、健康そうに見えた。ヴィルマの仔がいなくなったことにメディアが反発してから数日後、ヴェラは奇妙な行動を見せ始めた。まだ名前のない自分の仔を運んで飼育場所の中を動き回ったり、繰り返し固い岩の床に落としたりしたのだ。仔グマの安全を考慮して、ニュルンベルク動物園は仔グマを母親から引き離して飼育係が育てるという物議を醸す結論を下した。

## 評判

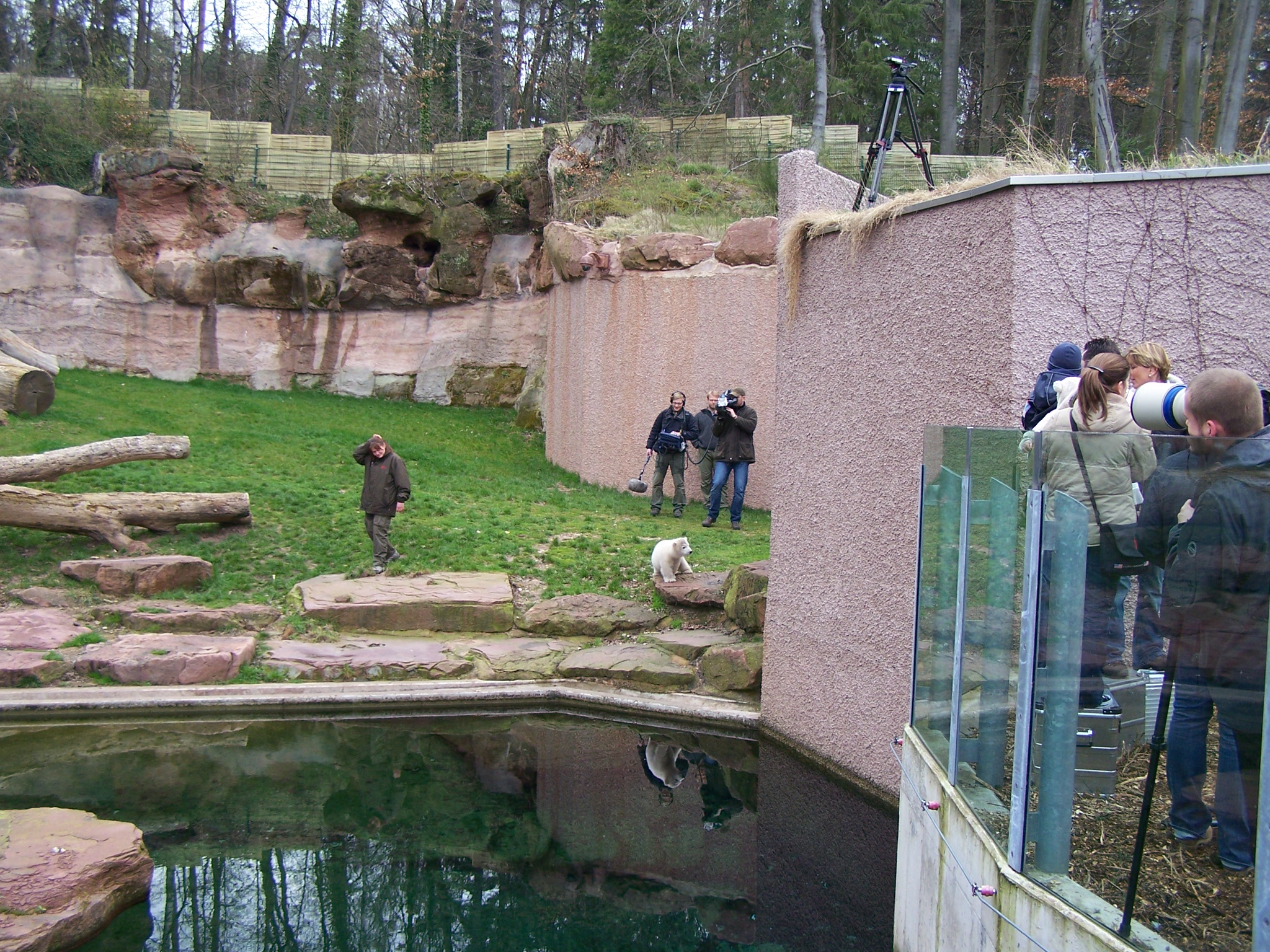
飼育場所の中で遊んでいるフロッケを見ている記者や来園者。

ヴェラの仔がホッキョクグマの飼育場所から移動されてから1週間経たない内に、動物園は仔グマのウェブサイトを立ち上げた。サイトではしばしば彼女の健康や成長を更新し、加えて写真やビデオを独占的に公開した。また、ファンが仔グマの名前に投票することができるコンペもサイトで開催された。2008年1月18日、ニュルンベルクの市長ウルリッヒ・マリーはテレビの生放送で正式に決定した仔グマの名前を公表した。世界各地からe-メールで送られてきた膨大な数の提案には「Stella（ステラ）」、「Knutschi（クヌッチ）」、「Sissi（ジシー）」、「Yuki Chan（ユキちゃん）」などがあったが、動物園は彼女を「Flocke」と公式に命名した。これは、英語の「flake（薄片）」「snowflake（雪片）」にあたる単語である。「フロッケ」という名称は公式名が決まる以前からメディアが広く使用しており、元々は仔グマの白い毛皮から飼育員が命名したニックネームだった。
最初の数ヶ月、メディアはフロッケの成長を注意深く報道した。4人の飼育係は4時間おきにフロッケに哺乳瓶で400ミリリットルの人工ミルクを飲ませた。公式に命名される数日前に、フロッケの目が初めて開いたというニュースが大きく報じられた。5週齢のとき、日刊紙のビルトは彼女を「ミセス・クヌート（クヌート夫人）」と表記し、2頭のドイツ生まれのホッキョクグマが成熟したらつがいになるかもしれないと示唆した。フロッケが成長すると、栄養価を強化するため餌としてドッグフードが与えられ、3ヶ月になると噛むための茹でた骨が与えられた。フロッケは動物園の初心者用プールに連れていかれ、泳ぎの練習をした。
2008年1月、動物園はフロッケに良い成長をもたらすため、フロッケと一緒に育てられるように親のいないホッキョクグマかヒグマを探していると述べた。同年4月8日、フロッケは初めて一般公開された。彼女が入れられたのはかつてヴィルマが住処にしていたホッキョクグマの飼育場所だったが、ヴィルマは他の動物園に移されていた。公開初日、フロッケは160名を超える記者と半ダースの国際メディアのカメラクルーに出迎えられた。最初の1週間、フロッケは短い間隔で公開され、正午は休憩時間だった。ピーク時には来園者は2万人になると予測され、動物園はフロッケの飼育場所の前に収容人数500人の観覧台を設置した。だが、当初は来園者数は予測よりも少なかった。46-インチ (1,200 mm) の大きなスクリーン2枚にTV並みの画質でフロッケのライブ画像を映すため、動物園はボッシュ・セキュリティ・システムの動画送信記録システムを使用した。このシステムは、飼育場所の外にスクリーン1枚を設置しており、フロッケを一目見たいと望む来園者の要望を叶えるために使用された。
だが、フロッケがデビューしてすぐ、有名な動物保護主義者で Whale and Dolphin Protection Forum（直訳：クジラとイルカの保護フォーラム）の会長であるユルゲン・オルトミュラー (Jürgen Ortmüller) はニュルンベルク動物園がホッキョクグマの仔を搾取しているを止めさせると主張して弁護士を雇い、フロッケは論争の的になった。オルトミュラーはフロッケは一般公開によってダメージを受けており動物園は金を稼ぐことにしか興味がないと主張し、法廷で動物園と対決するために大物弁護士のロルフ・ボッシを雇ったのだった。

## 商品化とブランド化
1月にフロッケが救出されてからすぐ後に、ニュルンベルク市は彼女の名前を商標登録した。その後、動物園は公式のロゴを公開した。市の都市部に貼られたポスターにはフロッケが「Knut war gestern」（英訳：Knut is yesterday's bear、日訳：クヌートは昨日（過去）のクマだ））というフレーズと共に描かれ、ニュルンベルクでの主な宣伝キャンペーンの一部になった。これらのポスターは市全体の多数のバスや電車の停留所にも掲示された。
フロッケの人気は2008年初めに高まり、マスコミは前年の「クヌートマニア」同様、この現象を「フロッケフィーバー」と呼んだ。彼女の姿はゲーム、日記、ぬいぐるみ、DVD、絵葉書などに使われた。最初に発売された商品は2月から市販されたフロッケをモチーフにしたボードゲームであり、バイエルン州フュルトの企業でゲオルク・ロイライン (Georg Reulein) 有限合資会社の子会社であるノリス・シュピーレが制作したものだった。玩具メーカーのシュタイフ有限会社は同年5月、様々な種類のフロッケのぬいぐるみを発売した。2008年当時にオンラインで公開された情報によると、商品からの収入は動物園と種の存続プログラムに使われていた。

## その後の広報
2008年4月、動物園はいつかフロッケが人間に依存せず同種の仲間と共存できる日が来ることを願って、人間がフロッケに接触するのを減らした。飼育係からの自立が進んだフロッケはしばしば1人で楽しく遊んでいると報告された。フロッケには子供の噛み輪（輪型おしゃぶり）に似たプラスチック製の模型が与えられた。これは彼女の畜舎のドアの内側にあるバーに結び付けられ、休憩時にしゃぶれるようになっていた。模型をしゃぶるとフロッケの鼻は曲がってみえるようになった。彼女の鼻が元に戻るにはしばらくかかった。

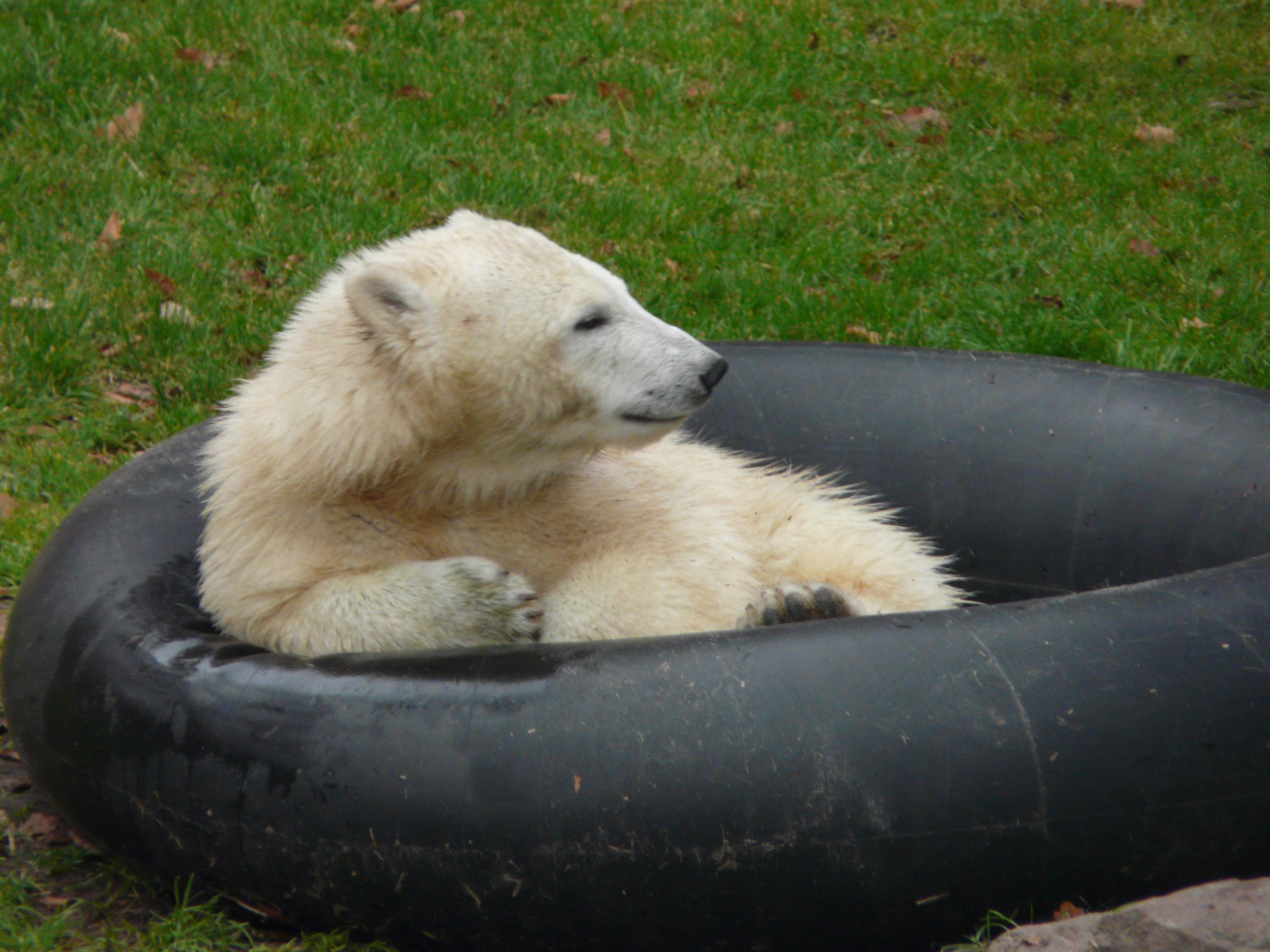
2008年10月のフロッケ。

フロッケが6ヶ月になると、1日あたりの餌として1キログラムの牛肉を中心に各種の野菜、1リットルの仔イヌ用ミルクが与えられており、体重は45キログラムで順調に成長していると報告された。動物園に勤める獣医であるベルンハルト・ノイロール (Bernhard Neurohr) は「フロッケはブドウ、メロン、キウイフルーツ、ナシがとても気に入っている」と述べ、特にバナナが好きだと付け加え彼女の甘いもの好きに注意を促した。
2008年5月、国際連合環境計画のアヒム・シュタイナー事務局長がフロッケの公式な後援者になった。後援者になることでシュタイナーはニュルンベルク動物園の地域の気候保護への努力を認め、「ニュルンベルクのホッキョクグマの仔フロッケの『代父』になるよう頼まれて嬉しい。フロッケが存命の内に世界的にグリーン経済が実現できることを心から願っている」と述べた。
2008年6月、フロッケが主役の新たなポスターキャンペーンが発表された。目的は地球の気候を守るために個人ができることを大衆にさらに広めることだった。ニュルンベルク動物園は市の都市圏と協力して後援し、ポスターにはフロッケと「Klimaschutz beginnt vor Ort」（訳：気候保護は家庭から始まる）という文句が描かれていた。動物園はポケットサイズのフロッケを描いたパンフレット「気候保護の小さなガイド」も出版した。これは来園者に自分達が排出している二酸化炭素の量を減らす方法を教えるものだった。同年9月、ニュルンベルク動物園は昨年より2カ月早く来園者数が100万人に到達したと発表した。フロッケの人気でこの年のチケットの売り上げは伸びたが、予想よりは低かった。同月、フロッケの体重が60キログラムになったこと、彼女はもはや昼休みに厩舎に戻らず、一日中外の飼育場所にいる予定であることが公表された。

## ラスプーチンとフランスへの移動
2008年11月下旬、フロッケの母のヴェラは2頭の仔を産んだ。父親はフロッケの父のフェリクスだった。ヴェラは飼育係の補助を受けずに仔グマの世話をできていたが、当初ダグ・エンケ園長は仔グマが生き延びる確率は50％だと述べた。仔グマの誕生が報道されてから3週間後、2頭の仔グマは1週間も間を開けずに自然死した。園長は2頭目の仔グマが死んだあとに遺憾の意を表明し、「ヴェラは定期的に仔の世話をし、その後仔グマたちはいつもよく眠っていたので、十分な量の母乳を飲んでいたのは間違いないだろう。仔グマたちがこうも急速に衰弱した理由は分からない」と述べた。
2008年12月、ラスプーチンという名前のオスのホッキョクグマの仔がモスクワからニュルンベルク動物園に移された。これはマドリード動物園・水族館に永久移住する前の長期滞在だと考えられていた。元々ドイツにとどまるのは1年だけの予定だったが、ラスプーチンはフロッケと同じ囲いに入れられファンから「Raspi（ラシュピ）」と呼ばれた。ラスプーチンはフロッケとは異なり母親に育てられており、ニュルンベルク動物園は彼がフロッケに同種の個体との付き合い方を教えてくれることを望んでいた。市の発表によれば、2頭は非常に仲が良かった。
2009年10月21日、ニュルンベルク市は2010年初頭にフロッケとラスプーチンをフランスのアンティーブにあるマリーンランドで新しく作られる囲いに一緒に移すと発表した。2頭の青年期のクマが親密な関係にあったため、European Conservation Breeding Program（略称：EEP、直訳：ヨーロッパ保全交配プログラム）の役員は以前のラスプーチン1頭だけをマドリードに移す計画の代わりに、2頭を一緒にいさせ続けるべきだと決断した。2頭がマドリードに移った後、空いた飼育場所は仔グマが増えるようフロッケの両親のヴェラとフェリクスが入れられる予定だった。動物の権利運動団体の動物の倫理的扱いを求める人々の会はフロッケとラスプーチンの福祉に懸念を抱いてマドリードへ移るのを止めさせようとしていたが、2010年4月22日に2頭は無事にフランスに到着した。2014年11月26日、フロッケとラスプーチンの仔が生まれ、ホープ（Hope）と名付けられた。